# Robert Wright (Politiker)

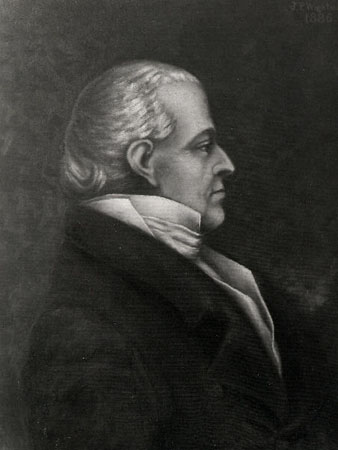
Robert Wright

Robert Wright (* 20. November 1752 im Queen Anne’s County, Province of Maryland; † 7. September 1826 ebenda) war ein US-amerikanischer Politiker, der den Bundesstaat Maryland in beiden Kammern des US-Kongresses vertrat und von 1806 bis 1809 dessen Gouverneur war.

## Frühe Jahre und politischer Aufstieg
Robert Wright besuchte die örtlichen Schulen seiner Heimat und dann die Kent County School, aus der das heutige Washington College hervorgegangen ist. Dort studierte er Jura. Nach seiner im Jahr 1773 erfolgten Zulassung als Rechtsanwalt begann er in Chestertown in seinem neuen Beruf zu arbeiten.
Während des Unabhängigkeitskrieges stieg er vom einfachen Soldaten bis zum Captain auf. Nach dem Krieg begann er seine politische Laufbahn. Zwischen 1784 und 1786 saß er im Abgeordnetenhaus von Maryland, 1800 wurde er in den Senat von Maryland gewählt.

## Senator und Gouverneur
Zwischen dem 4. März 1801 und dem 12. November 1806 vertrat Wright als Abgeordneter der Demokratisch-Republikanischen Partei seinen Staat im US-Senat. Er war damit Nachfolger von Senator William Hindman. Im Jahr 1803 war er Delegierter des Senats auf der Bundesversammlung der Farmer (Farmer’s National Convention).
Im November 1806 trat Wright von seinem Mandat zurück, weil er inzwischen zum Gouverneur seines Staates gewählt worden war. Für ihn rückte Philip Reed in den Senat nach. Zwischen dem 12. November 1806 und dem 6. Mai 1809 amtierte Wright als Gouverneur von Maryland. In dieser Zeit wurde der Gouverneur per Gesetz ermächtigt, Waffen für die Miliz zu erwerben. Gleichzeitig wurde die Miliz neu organisiert. Außerdem wurde damals mit der Planung einer Straße von Cumberland nach Ohio begonnen. Am 6. Mai 1809 trat Wright als Gouverneur zurück, weil er sich auf eine Richterstelle an einem Berufungsgericht beworben hatte. Zwischen dem 6. Mai und dem 9. Juni 1809 wurde das Amt des Gouverneurs kommissarisch von James Butcher verwaltet.

## Weitere Laufbahn
Wrights Bewerbung um diese Richterstelle blieb aber erfolglos. Danach war er im Jahr 1810 bei der Verwaltung im Queen Anne’s County angestellt. Nach dem Rücktritt des Kongressabgeordneten John Brown zog Wright im Jahr 1810 für diesen ins US-Repräsentantenhaus in Washington, D.C. ein. Dort verblieb er zwischen dem 29. November 1810 und dem 4. März 1817. Nach seiner Abwahl im Jahr 1816 bewarb er sich 1820 erneut um einen Sitz im Kongress. Nach der erfolgreichen Wahl konnte er zwischen 1821 und 1823 nochmals zwei Jahre als Abgeordneter im Repräsentantenhaus verbringen.
Nach dem Ende der Legislaturperiode wurde er Bezirksrichter in Maryland. Dieses Amt behielt er bis zu seinem Tod im Jahr 1826. Robert Wright war dreimal verheiratet und hatte insgesamt sechs Kinder. Er war auch ein Cousin von Turbutt Wright (1741–1783), der Maryland im Kontinentalkongress vertrat.